# Wollert Konow Hesselberg
Wollert Konow Hesselberg (født 10. juli 1832 i Bergen, død 1. august 1885 på Gausdals Sanatorium) var en norsk præst.
Hesselberg blev student 1850 og cand. theol. 1856. Han studerede flere år musik, men gik 1860 over i gejstlig stilling, blev præst på Lillehammer, senere i Frederiksværn, indtil han fra nytår 1875 tiltrådte et kapellani ved den nye Johannes Menighed i Kristiania, hvis sognepræst han var ved sin død. Hesselman var en ualmindelig afholdt og anset hovedstadspræst, der helt fyldte sin plads ved sin harmoniske åersonlighed, hvori streng alvor og lunt humor bars af en alsidig human dannelse, som gav sig udtryk i en ikke liden litterær produktion i kirkelige tidsskrifter og blade. Hans på mange rejser udviklede kunstsans og hans musikalske evner og indsigt blev ofte tagne i beslag for kirkelige interesser, blandt andet var han medlem af den kongelige kommission (1877) til bedømmelse af Lindemans nye salmemelodier. Den liturgiske side af gudstjenesten ofrede han også en reformerende interesse, og hans og Gustav Jensens Udkast til en forandret Højmesse-Liturgi (1883) var forløber for den bevægelse, som nogle år senere satte frugt i den norske Kirkes nye liturgi. Efter hans død udkom hans Prædikener over Kirkeaarets Evangelier (1886). En afhandling (i "Luthersk Ugeskrift", VII) om "Shakespeares Tragedier" vidner om hans høje litterære dannelse og dybe digteriske sans. Venner og medlemmer af menigheden rejste 1889 et mindesmærke på hans grav.